# Liste der Wappen in Kampanien
Die Liste der Wappen in Kampanien zeigt die Wappen der Provinzen der Region Kampanien in der Italienischen Republik. In dieser Liste sind die Wappen jeweils mit einem Link auf den Artikel über die Provinz und mit einem Link auf die Liste der Wappen der Orte in dieser Provinz angezeigt.

## Wappen Kampaniens

Flagge von Kampanien
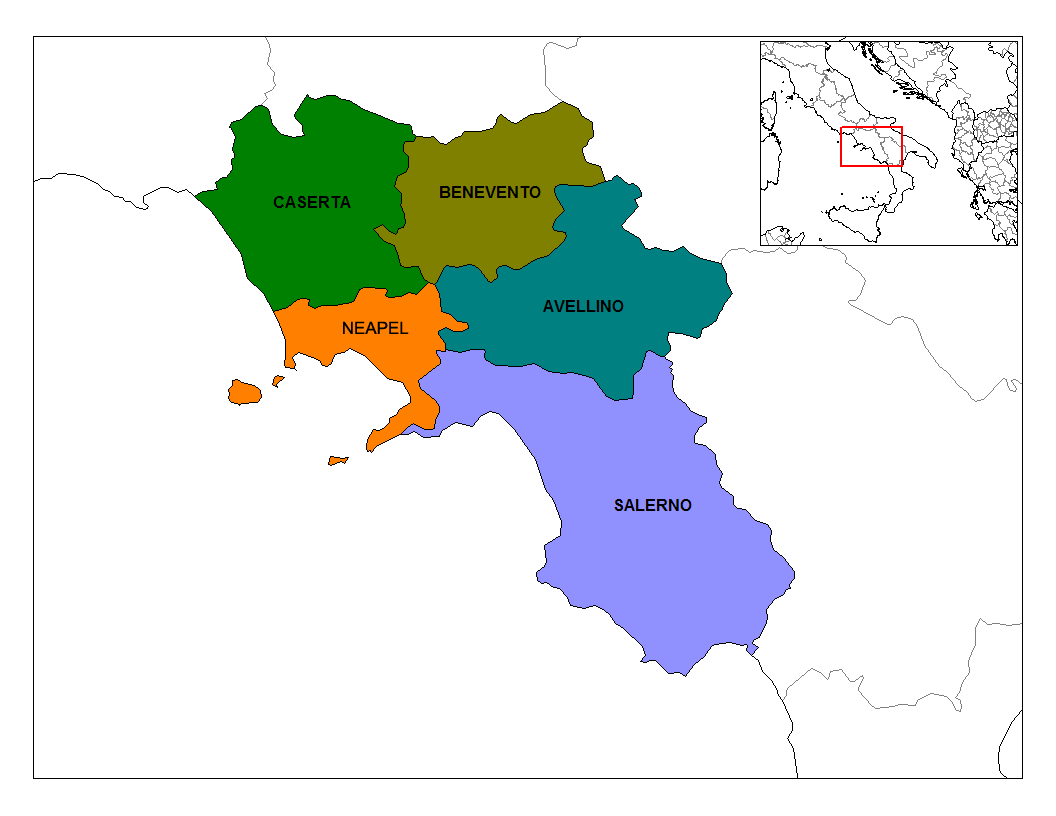
Karte der Provinzen der Region Kampanien

## Wappen der Provinzen der Region Kampanien

Provinz Avellino (Wappen der Orte)
Provinz Benevento (Wappen der Orte)
Provinz Caserta (Wappen der Orte)
Provinz Neapel (Wappen der Orte)
Provinz Salerno (Wappen der Orte)